# Acrossus obenbergeri
Acrossus obenbergeri är en skalbaggsart som beskrevs av Vladimir Balthasar 1932. Acrossus obenbergeri ingår i släktet Acrossus och familjen Aphodiidae. Inga underarter finns listade i Catalogue of Life.